# بيلي هيرلي
بيلي هيرلي (بالإنجليزية: Billy Hurley)‏ هو لاعب كرة قدم بريطاني، ولد في 11 ديسمبر 1959 في ليتونستون ‏ في المملكة المتحدة. لعب مع نادي ليتون أورينت.